# Diapterus brevirostris
Diapterus brevirostris är en fiskart som först beskrevs av Sauvage, 1879.  Diapterus brevirostris ingår i släktet Diapterus och familjen Gerreidae. Inga underarter finns listade i Catalogue of Life.